# Joy Ride
Joy Ride (titulada: Nunca juegues con extraños en España y Argentina y Frecuencia mortal en Hispanoamérica) es una película de suspenso y terror estadounidense de 2001, escrita por J.J. Abrams y Clay Tarver, dirigida por John Dahl y protagonizada por Steve Zahn, Paul Walker y Leelee Sobieski.

## Sinopsis
Han empezado las vacaciones de verano y el estudiante de segundo año de Universidad Lewis Thomas (Paul Walker) se dispone para emprender un viaje por carretera a través del país con la chica de sus sueños, Venna (Leelee Sobieski). Pero sus planes románticos se van al garete cuando pasa a recoger a su hermano mayor, Fuller (Steve Zahn), famoso por meterse siempre en líos, el cual anima a Lewis a burlarse de un solitario camionero a través de una radio de onda corta. El camionero, un desconocido y terrorífico hombre conocido por su alias, "Clavo Oxidado", pretende ser el último del que se ría el último… y vengarse.

## Reparto
- Paul Walker como Lewis Thomas.
- Steve Zahn como Fuller Thomas.
- Leelee Sobieski como Venna.
- Jessica Bowman como Charlotte Dawson.
- Mateo Kimbrough como Clavo oxidado.
- Stuart Stone como Danny, compañero de Lewis.
- Brian Leckner como Oficial Keeney.
- Jim Beaver como Sheriff Ritter.
- Hugh Dane como hombre en la puerta.
- Jay Hernández como Marina.

## Lanzamiento
La película también se conoce con otros numerosos títulos en otros países. En Australia, Suecia, Finlandia, Irlanda y otros países europeos, la película se tituló de nuevo Roadkill, Nunca juegues con Desconocidos en Israel y España, Radio Killer en Italia, Nunca hables con extraños en Grecia, Carretera Asesina en Japón, Ничего себе поездочка (¡Qué paseo!) en Rusia y Frecuencia Mortal en México.
La película también fue titulada Trabajo del bastón de caramelo, El horror de la carretera, Frecuencia Mortal, y Silenciamiento.

### Taquilla
Joy Ride se estrenó en cines el 5 de octubre de 2001 en 2.497 lugares y se recaudó $ 7.347.259 en su primer fin de semana, quedando en el quinto lugar en la taquilla nacional. Para el final de su recorrido, la película había recaudado $ 21 974 919 y $ 14 667 919 a nivel nacional como en el extranjero para un total mundial de $ 36 642 838.

### Críticas
La película recibió críticas generalmente positivas de los críticos. En Rotten Tomatoes, la película tiene una calificación de 73% sobre la base de 113 comentarios, con una calificación promedio de 6.6 / 10. El consenso del sitio indica: "Una película de suspenso y película de serie B bien construida, Joy Ride mantiene el nivel de tensión necesario y escalofríos". Los críticos también les gustó la actuación de Zahn como el hermano de la bola vibrante más." En Metacritic reporta un 75 de 100 basada en 31 críticos, lo que indica "críticas generalmente favorables".

## Secuelas
La película fue seguida por dos secuelas directo a vídeo, Joy Ride 2: Dead Ahead (2008) y Joy Ride 3 (2014).